# Собецька Валентина Андріївна
Валентина Андріївна Собецька (нар. 11 листопада 1957, село Велика Обухівка, тепер Миргородського району Полтавської області) — українська радянська діячка, бригадир емалювальників Полтавського заводу хімічного машинобудування. Депутат Верховної Ради УРСР 11-го скликання.

## Біографія
Освіта середня.
З 1975 року — помічник кіномеханіка районної кіномережі Полтавської області.
З 1977 року — емалювальник-випалювальник, бригадир емалювальників Полтавського заводу хімічного машинобудування.
Потім — на пенсії в місті Полтаві.